# Ternopil
Ternopil (ⓘ, ukrainisch Тернопіль; deutsch, englisch und polnisch Tarnopol, russisch Тернополь Ternopol) ist eine Stadt im Westen der Ukraine und Hauptstadt der Oblast Ternopil mit rund 225.004 Einwohnern.

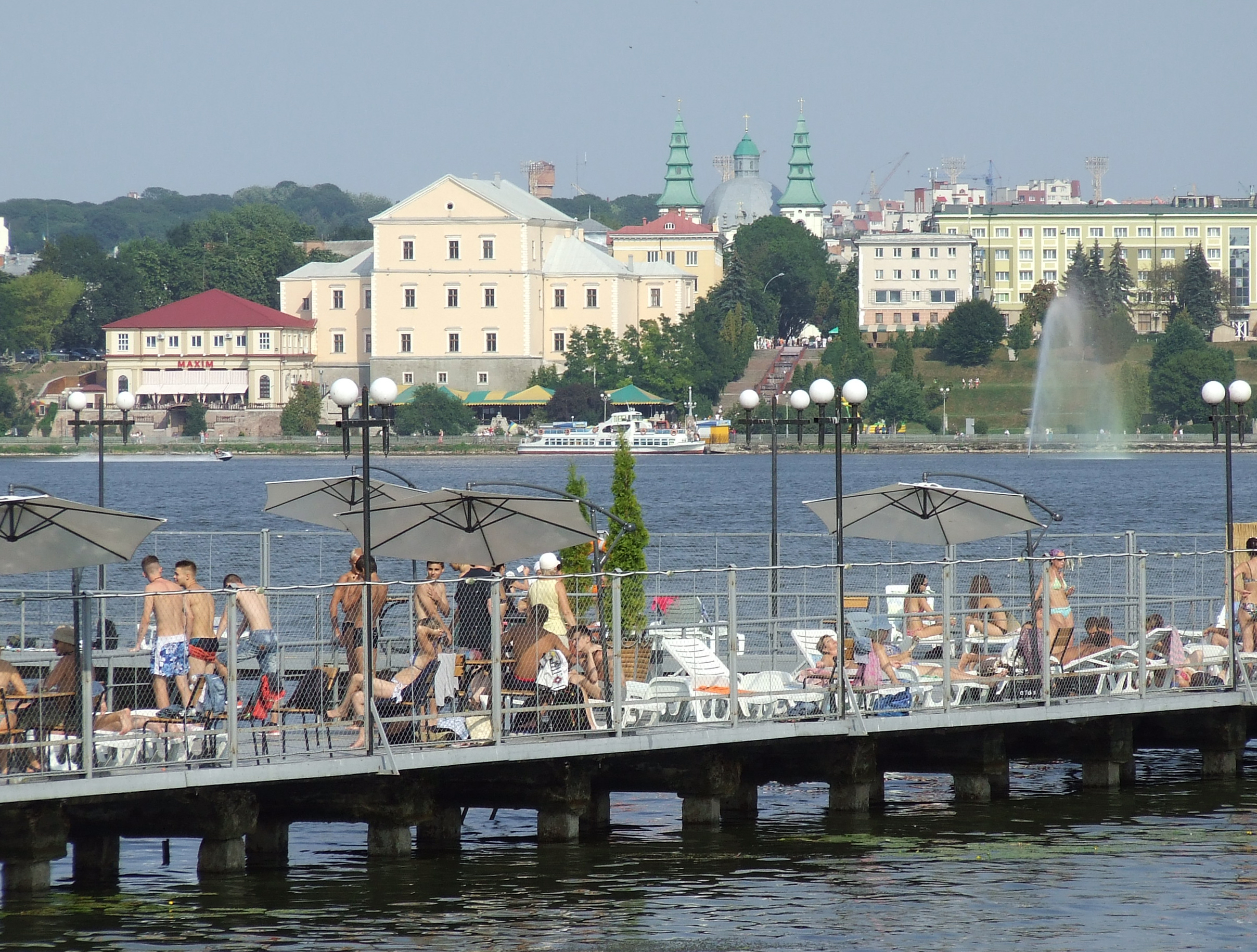
Blick auf die Stadt und den Ternopiler Teich im Jahr 2012

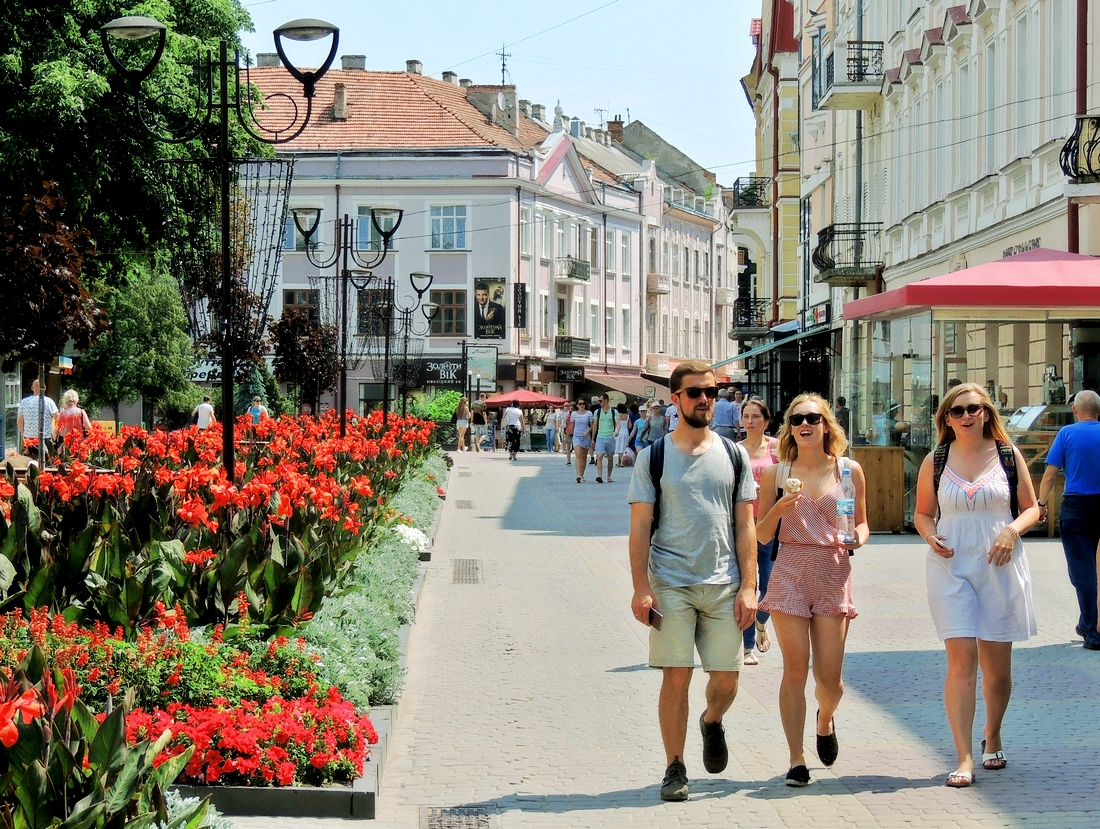
Blick in die Innenstadt im Jahr 2017

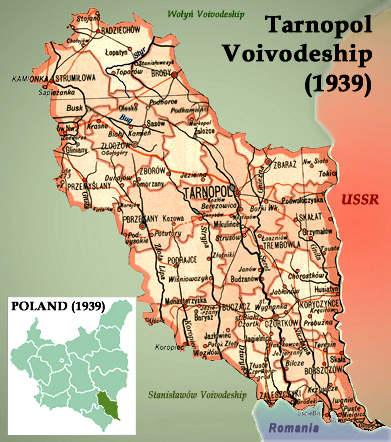
Lage der Stadt in der gleichnamigen polnischen Woiwodschaft, die bis zum 17. September 1939 existierte

Die Stadt ist ein Wallfahrtsort und war bis Mitte des 20. Jahrhunderts Heimat sehr vieler jüdischer, polnischer und deutscher Bewohner.

## Geographie
Ternopil liegt in Ostgalizien auf der Podolischen Platte und wird von dem Dnister-Nebenfluss Seret durchflossen.
Die Stadt ist unmittelbar der Oblastverwaltung der Oblast Ternopil unterstellt. Sie ist die Hauptstadt des Rajons Ternopil, war jedoch bis Juli 2020 kein Teil desselben. Nach dem Ende des Zweiten Weltkrieges wurden mehrere Dörfer der Umgebung eingemeindet, dazu zählen Kutkiwzi (Кутківці, polnisch Kutkowce, 1958 eingemeindet), Pronjatyn (Пронятин, polnisch Proniatyn, 1985 eingemeindet) und Sahrebellja (Загребелля, polnisch Zagrobela).

## Gemeinde
Am 14. November 2018 wurde die Stadt zum Zentrum der neugegründeten Stadtgemeinde Ternopil (Тернопільська міська громада Ternopilska miska hromada). Zu dieser zählten, neben Ternopil, die 8 Dörfer Hljadky, Kobsariwka, Kuriwzi, Iwankiwzi, Malaschiwzi, Pleskiwzi, Tschernychiw und Wertelka, bis dahin bildete es die gleichnamige Stadtratsgemeinde Ternopil (Тернопільська міська рада/Ternopilska miska rada) im Rajon Ternopil.
Am 7. Februar 2020 kamen noch die Dörfer Horodyschtsche und Nossiwzi aus dem Rajon Sboriw zum Gemeindegebiet.
Seit dem 17. Juli 2020 ist sie wieder ein Teil des Rajons Ternopil.
Folgende Orte sind neben dem Hauptort Ternopil Teil der Gemeinde:
| Name                     | Name       | Name                      | Name        | Name |
| ukrainisch transkribiert | ukrainisch | russisch                  | polnisch    |      |
| ------------------------ | ---------- | ------------------------- | ----------- | ---- |
| Hljadky                  | Глядки     | Глядки (Gljadki)          | Hladki      |      |
| Horodyschtsche           | Городище   | Городище (Gorodischtsche) | Horodyszcze |      |
| Iwankiwzi                | Іванківці  | Иванковцы (Iwankowzy)     | Jankowce    |      |
| Kobsariwka               | Кобзарівка | Кобзарёвка (Kobsarjowka)  | Obarzańce   |      |
| Kuriwzi                  | Курівці    | Куровцы (Kurowzy)         | Kurowce     |      |
| Malaschiwzi              | Малашівці  | Малашевцы                 | Małaszowce  |      |
| Nossiwzi                 | Носівці    | Носовцы (Nossowzy)        | Nosowce     |      |
| Pleskiwzi                | Плесківці  | Плесковцы (Pleskowzy)     | Pleszkowce  |      |
| Tschernychiw             | Чернихів   | Чернихов (Tschernichow)   | Czerniechów |      |
| Wertelka                 | Вертелка   | Вертелка                  | Wertełka    |      |

## Geschichte

### Frühe Neuzeit
Ternopil wurde 1540 unter dem Namen Tarnopol durch den Großhetman der Krone, Jan Amor Tarnowski, als polnischer Militärstützpunkt und Festung gegründet. 1548 verlieh König Sigismund von Polen Tarnopol das Stadtrecht. Von 1548 bis 1772 gehörte der Ort zur Woiwodschaft Ruthenien, die von 1434 bis 1569 eine administrative Einheit des Königreichs Polen war und von 1569 bis 1772 eine administrative Einheit von Polen-Litauen (siehe auch Adelsrepublik).

### Unter österreichischer Herrschaft
Von 1772 bis 1918 befand sich die Stadt – mit einer Unterbrechung in den Jahren 1809 bis 1815 infolge des Friedens von Schönbrunn – im Kaisertum Österreich, ab 1867 als Teil des österreichischen Kronlandes Galizien. 1850 wurde sie zum Sitz der Bezirkshauptmannschaft Tarnopol. Diese bestand zusammen mit dem 1867 eingerichteten Bezirksgericht bis 1918.
In der Anfangsphase des Ersten Weltkrieges wurde Tarnopol im Zuge der Schlacht in Galizien im August 1914 durch die russische 8. Armee besetzt. Vom 6. bis zum 19. September 1915 kam es vor den Toren der Stadt erneut zu schweren Kämpfen. Am 25. Juli 1917 wurde die Stadt während der Tarnopol-Offensive von den Mittelmächten zurückerobert.

### Nach dem Ersten Weltkrieg
Nach dem Zusammenbruch der Donaumonarchie am Ende des Ersten Weltkriegs im November 1918 war die Stadt kurzzeitig Teil der Westukrainischen Volksrepublik. Im Polnisch-Ukrainischen Krieg besetzte Polen im Juli 1919 auch die letzten Teile der Westukrainischen Volksrepublik. Am 21. November 1919 sprach der Hohe Rat der Pariser Friedenskonferenz Ostgalizien Polen zu.
1921 wurde Tarnopol Hauptstadt der polnischen Woiwodschaft Tarnopol. Im September 1939 wurde die Stadt, wie das gesamte Ostgalizien, durch sowjetische Truppen infolge des deutsch-sowjetischen Nichtangriffspaktes besetzt und unter dem Namen Tarnopol (Тарнополь) der Ukrainischen Sowjetrepublik einverleibt. Es folgten die zwangsweise Kollektivierung mit Bildung von Kolchosen und Deportationen nach Sibirien. Im Jahre 1939 hatte die Stadt über 34.000 Einwohner, wovon ca. 18.000 Juden waren.

### Zweiter Weltkrieg
Im Zuge des Krieges gegen die Sowjetunion besetzten deutsche Truppen in den ersten Julitagen 1941 die Stadt. Dabei kam es am 4. Juli zu einem Pogrom in Ternopol, der bis zum 11. Juli dauerte.  Ukrainische Milizen und vermutlich auch polnische und ukrainische Zivilisten trieben unter Mitwirkung der SS-Einsatzgruppe C jüdische Einwohner ins Stadtgefängnis, wo die sowjetische Geheimpolizei NKWD vor ihrem Abmarsch ein Massaker unter politischen Häftlingen angerichtet hatte, misshandelten und töteten sie anschließend. Dabei bescheinigte die SS der Wehrmacht eine „erfreulich gute Einstellung gegen die Juden.“ Kurz darauf erfolgte die Errichtung eines Ghettos durch die deutschen Besatzer. Die Stadt wurde im August 1941 unter dem Namen Tarnopol in das Generalgouvernement eingegliedert.

### Ghetto
Im September 1941 wurde die Errichtung eines Ghettos angeordnet, die Einzäunung zog sich bis Dezember hin. Am 23. März 1942 wurden 700 Juden im Janowka-Wald ermordet. Der Judenrat eröffnete mehrere Betriebe, um den Beschäftigten Schutz zukommen zu lassen. Im August 1942 wurden nach einer Selektion über 3000 meist ältere oder zur Arbeit untaugliche Juden ins Vernichtungslager Belzec geschafft. Das Ghetto wurde verkleinert und bis zum November wurden nochmals 3300 Juden nach Belzec verschleppt und dort ermordet.
Anfang 1943 wurde ein Arbeitslager auf dem Ghettogelände geschaffen, in das Juden aus anderen Landesteilen strömten, weil sie glaubten, dort als wertvolle Arbeitskräfte geschützt zu sein. Doch am 8. und 9. April 1943 wurden 1000 Juden in Gruben vor der Stadt erschossen.  Am 20. Juni 1943 wurden die restlichen Juden umgebracht und das Lager am 22. Juli 1943 aufgelöst. Eine verschonte Gruppe von Arbeitern, die die zurückgelassenen Güter sortieren sollte, wurde im August ermordet.

### Rückeroberung
Hitler erklärte per Führerbefehl vom 8. März 1944  29 Orte zu Festen Plätzen, darunter auch Tarnopol.
Im März und April 1944 wurde Tarnopol bei seiner Rückeroberung durch die Rote Armee durch Artilleriebeschuss und Schlachtfliegereinsatz fast vollständig zerstört. Auch das Ternopiler Schloss (ukrainisch Старий замок Staryj samok) wurde dabei schwer beschädigt. Die aus dem 17. Jahrhundert stammende Alte Synagoge, die bereits nach dem Einmarsch der Wehrmacht in Brand gesteckt worden war, wurde dabei endgültig zerstört.
Am 9. August 1944 wurde die Stadt in Ternopol/Ternopil umbenannt.

### Entwicklung seit 1945
Um 1960 lebten rund 500 Juden in der Stadt. Es erfolgte unter sowjetischer Herrschaft die vermehrte Ansiedlung von Russen und Ukrainern. Das Schloss wurde rekonstruiert und unter Denkmalschutz gestellt. 1991 wurde die Ukraine unabhängig. Die Bevölkerungsverteilung sah 2007 folgendermaßen aus: von den rund 217.500 Einwohnern waren 91,2
% Ukrainer, 7,1
% Russen, 0,5
% Polen, 0,3
% Weißrussen, 0,3
% Juden und 0,5
% andere Nationalitäten.
Der Aufbau der Stadt dauerte Jahrzehnte und wurde zum großen Teil nach sowjetischer Art durchgeführt. Daher stellt das heutige Stadtbild eine Mischung aus Alt und Neu dar und weist u. a. auch die für Städte in allen ehemaligen Ostblock-Ländern typische Prägung durch „sozialistische Architektur“ auf. Dies betrifft besonders die Schlafbezirke am Stadtrand.
Auch wenn Ternopil malerisch an einem großen See liegt, ist es für westeuropäische Touristen infolge der vorangegangenen Kriegszerstörungen weitgehend uninteressant. Polnische Touristen mit Interesse an der polnischen Geschichte der Stadt besuchen vereinzelt die Stadt.
Ein wichtiger Wirtschaftsfaktor sind Studenten aus dem Ausland, für die Lehre in englischer Sprache angeboten wird. An der medizinischen und der technischen Universität sind seit vielen Jahren Studenten aus aller Welt immatrikuliert.

### Politische Zugehörigkeit
Seit 1550 gehörte Ternopil zu folgenden Staaten:
- 1569–1772 Woiwodschaft Ruthenien, einer Verwaltungseinheit von Polen-Litauen
- 1772–1918 Habsburgermonarchie, ab 1804 Kaisertum Österreich, ab 1867 Österreich-Ungarn, Kronland Königreich Galizien und Lodomerien
- 1918–1919 Westukrainische Volksrepublik
- 1919–1939 Woiwodschaft Tarnopol, einer Verwaltungseinheit der Zweiten Polnischen Republik
- 1939–1991 Sowjetunion (Ukrainische SSR), davon 1941–44 unter deutscher Besatzung zum Generalgouvernement
- seit 1991 Teil der unabhängigen Ukraine

## Bildung und Kultur
Ternopil beherbergt vier Universitäten bzw. Hochschuleinrichtungen: Pädagogische Universität, Westukrainische Nationale Universität (früher Nationale Wirtschaftsuniversität), Technische Universität, Nationale Medizinische Universität sowie andere Kultureinrichtungen wie beispielsweise das Schewtschenko-Dramentheater, ein Puppentheater und das Oblast-Philharmonieorchester. Seit 2013 wird zudem das Faine Misto Festival ausgetragen, welches mit 18.000 Besuchern jährlich eines der größten Musikfestivals der Ukraine darstellt. Kunstgalerien, Museen und ein großer Markt ergänzen das Bild. Sehenswert sind unter anderem die Kreuzerhöhungskirche aus dem 17. Jahrhundert, die Christi-Geburt-Kirche aus dem 17. Jahrhundert und die ehemalige Dominikaner-Kirche aus dem 18. Jahrhundert.

## Verkehr
Ternopil ist ein wichtiger Transportknoten. Besonders für den Eisenbahnverkehr ist es als ein wichtiger Transit- und Umschlagplatz von Bedeutung. Die Stadt verfügt daher über einen relativ großen Bahnhof, der vor einigen Jahren komplett renoviert und modernisiert wurde.
In der Stadt kreuzen sich die internationalen Fernstraßen M 12 und M 19, und die nationale Fernstraße N 02 führt von hier nach Lwiw. Östlich der Stadt befindet sich ein Flughafen.
Der erste Bahnanschluss erfolgte durch die Galizische Carl Ludwig-Bahn. Die als Zweigstrecke zur Bahn nach Brody erbaute Bahnstrecke Krasne–Złoczów wurde am 12. Juli 1869 eröffnet; am 22. Dezember 1870 folgte die Verbindung Złoczów–Tarnopol und am 4. Oktober 1871 die Reststrecke Tarnopol–Podwołoczyska mit Anbindung an das russische Netz. Die Konzessionierung der Strecke erfolgte bereits am 15. Mai 1867.
Die Stadt wurde auch durch die Bahnstrecke Tarnopol–Kopyczyńce, die durch die Aktiengesellschaft der ostgalizischen Lokalbahnen betrieben wurde, erschlossen. Die Strecke wurde am 25. November 1896 mit einer Länge von 72,547 Kilometern eröffnet. Die Konzessionierung der Linie erfolgte bereits am 23. Januar 1894.

## Sport
In der Stadt gibt es den in der Perscha Liha spielenden Fußballverein FK Nywa Ternopil.

## Persönlichkeiten
- Salomo Juda Rapoport (1790–1867), jüdischer Gelehrter und Mitbegründer der Wissenschaft des Judentums
- Bezalel Stern (1798–1853), russischer Pädagoge
- Simcha Pinsker (1801–1864), ukrainisch-polnischer Orientalist
- Lajos Simonyi (1824–1894), Politiker und Offizier
- Władysław Szymonowicz (1869–1939), polnischer Physiologe
- Rudolf Pöch (1870–1921), österreichischer Anthropologe und Ethnologe
- Pepi Litman (1874–1930), österreichische jüdische Varieté-Sängerin und weibliche Crossdresserin
- Jakub Karol Parnas (1884–1949), polnischer Biochemiker
- Edward Rydz-Śmigły (1886–1941), polnischer Marschall
- Wassyl Barwinskyj (1888–1963), Komponist
- Franciszek Kleeberg (1888–1941), polnischer Brigadegeneral im Zweiten Weltkrieg
- Sofija Stadnykowa (1888–1959), sowjetisch-ukrainische Schauspielerin und Opernsängerin
- Kazimierz Ajdukiewicz (1890–1963), polnischer Mathematiker, Logiker und Philosoph
- Eugeniusz Baziak (1890–1962), polnischer Erzbischof von Lemberg
- Julius Szalit (1892–1919), österreichischer Schauspieler, Regisseur, Dramaturg und Übersetzer
- Charlotte Eisler (1894–1970), österreichische Sängerin und Gesangslehrerin
- Karol Rathaus (1895–1954), deutsch-österreichischer Komponist
- Herman Auerbach (1901–1942), polnischer Mathematiker, Hochschullehrer und Opfer des Nationalsozialismus
- Stefan Ryniewicz (1903–1988), polnischer Diplomat, Judenretter
- Heinrich Sussmann (1904–1986), ukrainisch-jüdischer Maler, Illustrator und Überlebender der Shoa
- Hedwig Dorosz (1905–1946), Schweizer Hochschullehrerin und Schriftstellerin
- Mike Mazurki (1907–1990), ukrainisch-amerikanischer Boxer und Schauspieler
- Rolf Axen (1912–1933), deutscher Kommunist und Widerstandskämpfer
- Jaroslaw Stezko (1912–1986), ukrainischer Exilpolitiker
- Kornel Filipowicz (1913–1990), polnischer Schriftsteller
- Adam Kuczma (1924–2017), methodistischer Geistlicher und Superintendent der Methodistischen Kirche Polens
- Andrzej Werblan (* 1924), Politiker
- Aleksander Pełczyński (1932–2012), polnischer Mathematiker
- Anna Wolff-Powęska (* 1941), polnische Historikerin, Politologin und Hochschullehrerin
- Roman Haller (* 1944), Unternehmer, Überlebender des Holocaust
- Oleksandr Slobodjan (* 1956), Unternehmer, Politiker und Fußballfunktionär
- Oleh Suk (* 1965), Rockmusiker
- Ruslan Stefantschuk (* 1975), Jurist und Politiker
- Oleksandr Petrynko  (* 1976), ostkirchlicher Theologe und Erzpriester der Ukrainischen griechisch-katholischen Kirche in Deutschland
- Olha Masliwez (* 1978), ukrainisch-russische Windsurferin und Trainerin
- Mykola Byczok (* 1980), Ordensgeistlicher, Bischof der Eparchie Sankt Peter und Paul in Melbourne, Kardinal
- Olessja Hudyma (* 1980), Malerin, Journalistin und Schriftstellerin
- Witalij Derech (1987–2022), Journalist, Künstler und Militärangehöriger, Opfer des russisch-ukrainisches Krieges
- Oleksandr Bagrationi (* 1990), israelischer Schachspieler
- Witalij Hryniw (* 1995), Radsportler
- Oleksandra Merkuschyna (* 2005), Biathletin

## Städtepartnerschaften
Ternopil unterhält folgende Städtepartnerschaften: Batumi (Georgien), Chorzów, Radom, Tarnów, Elbląg (alle in Polen), Yonkers (Vereinigte Staaten), Sliwen (Bulgarien) und seit 2019 mit Prudentópolis (Brasilien). Im Juni 2022 wurde ein Freundschaftsvertrag mit der Stadt Iserlohn im Sauerland geschlossen. Erftstadt ist seit 2023 eine Partnerstadt.